# Pterolophia malaisei
Pterolophia malaisei là một loài bọ cánh cứng trong họ Cerambycidae.